# Lisette Narducci
Pour les articles homonymes, voir Narducci.
Lisette Narducci, née le 10 avril 1958 à Marseille, est une femme politique française. Elle est maire du 2e secteur de Marseille de 2001 à 2020 et adjointe au maire de Marseille depuis 2020.

## Biographie
Initialement membre du Parti socialiste et proche de Jean-Noël Guérini, elle quitte le PS en 2012 pour se présenter face à Patrick Mennucci aux élections législatives dans la 4e circonscription des Bouches-du-Rhône. Elle est éliminée dès le premier tour.
Elle adhère ensuite au Parti radical de gauche (PRG) et est candidate aux élections municipales de 2014 à sa propre rééelection dans le 2e secteur de Marseille. Arrivée en seconde position au premier tour, elle s'allie avec la liste UMP de Solange Biaggi arrivée première et décide de soutenir Jean-Claude Gaudin. À la suite de cet accord — dénoncé par le PRG — Lisette Narducci est réélue maire du secteur le 11 avril 2014,.
En novembre 2018, Lisette Narducci et sa directrice de cabinet Michelle Azoulay sont accusées de harcèlement moral, injures, diffamation et violences par dix agents municipaux qui ont déposé une plainte auprès du procureur de la République, l’enquête pour harcèlement moral est en cours. La commission de discipline de la ville de Marseille propose à Jean-Claude Gaudin de suspendre Michelle Azoulay pour dix mois le 1er mars 2019.
Lisette Narducci annonce en mai 2019 quitter la majorité municipale pour se représenter aux élections municipales de 2020 dans son secteur. Elle rejoint Bruno Gilles le 14 janvier 2020. Au premier tour des élections, sa liste arrive en deuxième position dans le 2e secteur de Marseille avec 16,7 % des voix. Elle s'allie avec la liste LREM de Maliza Saïd-Soilihi pour le second tour, lors duquel elle arrive en troisième position (19,9 % des voix) et perd la mairie de secteur au profit du candidat du Printemps marseillais, Benoît Payan, qui l'emporte avec 46,3 % des suffrages exprimés.
Après l'élection, elle rallie le groupe mené par Samia Ghali, qui soutient l'élection de Michèle Rubirola à la mairie de Marseille, et est élue maire-adjointe chargée des familles, des mémoires et des anciens combattants.

## Détail des mandats et fonctions
- Adjointe au maire de Marseille (depuis 2020).
- Maire du deuxième secteur de Marseille (2001-2020).
- Conseillère départementale du canton de Marseille-2 (depuis 2001).
- Conseillère métropolitaine (depuis 2016).
- Conseillère municipale de Marseille (depuis 1995).